# 1944 في إسبانيا
فيما يلي قوائم الأحداث التي وقعت خلال عام 1944 في إسبانيا.

## كتب
من الكتب التي صدرت هذه السنة في إسبانيا:
- 1 يناير – لا شيء من تأليف كارمن لافوريت.

## مواليد

### يناير
- 1 يناير – جوزيب ماريا بو ممثل إسباني.
- 1 يناير – خابيير ريبيرتي
- 9 يناير – خوسيه غوميز درّاج طريق إسباني.
- 20 يناير – خوسيه لويس غارثي مخرج أفلام إسباني.

### فبراير
- 24 فبراير – إستيبان أثكوي

### مارس
- 4 مارس – غاليغو لاعب كرة قدم إسباني.

### مايو
- 27 مايو – إميليو زابيكو

### أكتوبر
- 11 أكتوبر – خوان غاسبارت
- 12 أكتوبر – جوسيب ماريا أوليفر كاباسا عالم فلك إسباني.
- 19 أكتوبر – أغوستين تاماميس درّاج طريق إسباني.

### نوفمبر
- 16 نوفمبر – ماكسيمو فالفيردي ممثل إسباني.

### ديسمبر
- 1 ديسمبر – سلفادور كانيلاس

## وفيات

### أغسطس
- 12 أغسطس – أسين بلاثيوس (مواليد 1871) مؤرخ إسباني.